# وعلان شبكي
وعلان شبكي (الاسم العلمي:Commelina reticulata) هو نوع من النباتات يتبع جنس الوعلان من الفصيلة الوعلانية.